# Bouclier de l'aigle du Reich allemand

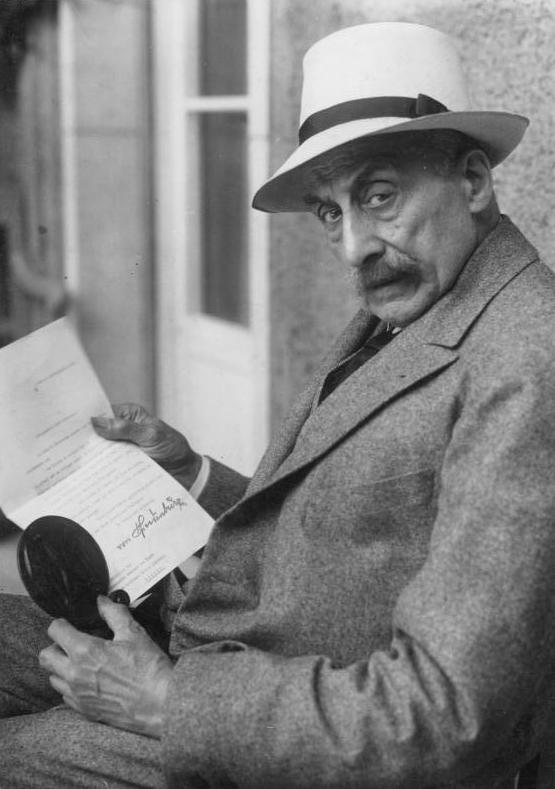
Max Liebermann avec le bouclier d'aigle que lui a décerné le président du Reich Paul von Hindenburg

Le bouclier de l'aigle du Reich allemand est une récompense non portable du Reich allemand créée sous le président du Reich Friedrich Ebert le 15 novembre 1922. C'est la plus haute distinction de la République de Weimar, mais elle est également décernée sous le Troisième Reich. Au total, environ 65 personnes reçoivent le bouclier de l'aigle.

## République de Weimar
L'article 109, alinéa 3 de la Constitution impériale de Weimar stipule : « Les ordres et décorations ne peuvent être décernés par l'État », interdisant ainsi les ordres. Afin de pouvoir répondre au besoin existant d'honneurs symboliques conformément à la Constitution, le bouclier de l'aigle du Reich allemand est conçu comme cadeau honorifique. Il s'agit d'une médaille en bronze coulé de 108 mm. La médaille est montée sur un socle en bronze et porte au dos une inscription adaptée aux personnalités honorées. Le bouclier de l'aigle du Reich allemand est conçu par Joseph Wackerle (de). Le cadeau honorifique est décerné à des personnalités méritantes des domaines de l'art, de la culture, des sciences humaines, des sciences naturelles et de l'économie.
Ce prix est décerné de la main du président du Reich concerné. Le ministère de l'Intérieur du Reich décide de cet honneur sur proposition du directeur artistique du Reich (de) Edwin Redslob (de), qui supervise également l'exécution artistique. Selon Redslob, la forme de l'aigle est destinée à exprimer la « pensée du Reich ». Pendant la période de la République de Weimar avant 1933, le bouclier de l'aigle du Reich allemand est décerné à 21 personnes :
1. Gerhart Hauptmann (15 novembre 1922, 60e anniversaire)
2. Paul Wagner (de) (7 mars 1923, 80e anniversaire)
3. Harry Plate (de) (28 août 1925, (après) 70e anniversaire)
4. Emil Warburg (9 mars 1926, 80e anniversaire)
5. Adolf von Harnack (7 mai 1926, 75e anniversaire)
6. Max Liebermann (20 juillet 1927, 80e anniversaire)
7. Max Planck (23 avril 1928, 70e anniversaire)
8. Hans Delbrück (11 novembre 1928, 80e anniversaire)
9. Ulrich von Wilamowitz-Moellendorff (22 décembre 1928, 80e anniversaire)
10. Wilhelm Kahl (de) (17 juin 1929, 80e anniversaire)
11. Lujo Brentano (18 décembre 1929, 85e anniversaire)
12. Oskar von Miller (7 mai 1930, 75e anniversaire)
13. Friedrich Schmidt-Ott (4 juin 1930, 70e anniversaire)
14. Theodor Lewald (18 août 1930, 70e anniversaire)
15. Georg Dehio (22 novembre 1930, 80e anniversaire)
16. Robert Bosch (23 septembre 1931, 70e anniversaire)
17. Walter Simons (24 septembre 1931, 70e anniversaire)
18. Carl Duisberg (25 septembre 1931, 70e anniversaire)
19. Max Sering (de) (18 janvier 1932, 75e anniversaire)
20. Ernst Brandes (11 mars 1932, 70e anniversaire)
21. Adolph Goldschmidt (1933, 70e anniversaire)[3]

## National-socialisme

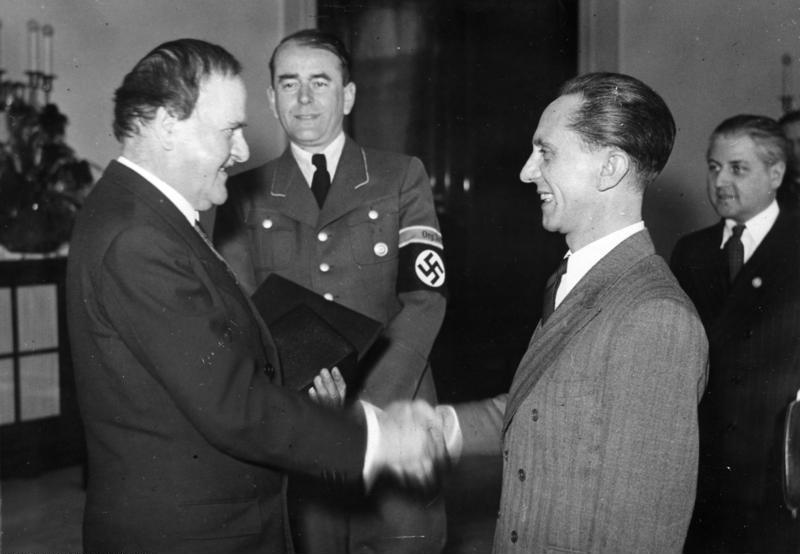
Attribution du bouclier de l'aigle à Wilhelm Kreis en 1943

Le bouclier de l'aigle du Reich allemand est également décerné à l'époque nationale-socialiste. Le 1er janvier 1943, il est prouvé que la récompense a été décernée dans un total de 60 cas. À partir de 1934, l’aigle conçu par Joseph Wackerle (de) est remplacé par un aigle impérial, plus conforme aux idées du national-socialisme. En plus de l'inscription individuelle, le dos de la médaille, resté par ailleurs inchangé, porte l'inscription DER FÜHRER UND REICHSKANZLER et, à partir de 1940, l'inscription DER FÜHRER.
1. Eduard Schwartz (22 août 1933)
2. Friedrich von Müller (de) (17 septembre 1933)
3. Werner Körte (de) (21 octobre 1933)
4. Wilhelm Dörpfeld (26 décembre 1933)
5. Hermann Stehr (de) (16 février 1934)
6. Reinhold Seeberg (5 avril 1934)
7. Hugo Hergesell (de) (29 mai 1934)
8. Richard Strauss (11 juin 1934)
9. Adolf Schmidt (de) (23 juillet 1934)
10. Theodor Wiegand (30 octobre 1934)
11. Julius Friedrich Lehmann (de) (28 novembre 1934)
12. Heinrich Finke (13 juin 1935)
13. Ludwig Aschoff (de) (10 janvier 1936)
14. Gustav Tammann (20 avril 1936)
15. Ludolf von Krehl (25 juin 1936)
16. Erich Marcks (17 novembre 1936)
17. August Bier (de) (24 novembre 1936)
18. Vladimir Peter Köppen (28 mars 1937)
19. Emil Kirdorf (8 avril 1937)
20. Adolf Bartels (1er mai 1937)
21. Bernhard Nocht (de) (4 novembre 1937)
22. Alexander Koenig (20 février 1938)
23. Adalbert Czerny (de) (25 mars 1938)
24. Henry Ford (1938)
25. Erwin Guido Kolbenheyer (1938)
26. Robert von Ostertag (de) (20 avril 1939)
27. Friedrich Karl Kleine (de) (14 mai 1939)
28. Albert Pietzsch (de) (28 juin 1939)
29. Heinrich Sohnrey (de) (19 juin 1939)
30. Julius Dorpmüller (24 juillet 1939)
31. Arthur Kampf (28 septembre 1939)
32. Karl Muck (22 octobre 1939)
33. Gustav Krupp von Bohlen und Halbach (7 août 1940)
34. Paul Fridolin Kehr (de) (28 décembre 1940)
35. Heinrich Schnee (4 février 1941)
36. Albert Brackmann (de) (24 juin 1941)
37. Ernst Poensgen (de) (17 octobre 1941)
38. Wilhelm Kreis (17 mars 1943)
39. Gustav Bauer (de) (1er octobre 1944)
40. Hermann Röchling (12 novembre 1942)
41. Alfred Hugenberg (3 mars 1943)
42. Ernst Rüdin (19 avril 1944)
43. Eugen Fischer (juin 1944)
44. Paul Schultze-Naumburg (10 juin 1944)